# Noorderhaaks
Noorderhaaks (znana również jako Razende Bol) – wyspa na Morzu Północnym w archipelagu Wysp Fryzyjskich. Leży w granicach Holandii, prowincji Holandia Północna, gminy Texel. Jej powierzchnia waha się w zależności od przypływów i prądów morskich od czterech do pięciu kilometrów kwadratowych. Jest niezamieszkana.
Będąc pod małym wpływem czynników człowieka, wyspa jest siedliskiem dla ptaków morskich i płetwonogich żyjących w tym rejonie.